# Lemmy
Ian Fraser Kilmister (Stoke-on-Trent, 24. prosinca 1945. – Los Angeles, 28. prosinca 2015.), poznatiji pod umjetničkim imenom Lemmy, bio je engleski glazbenik, gitarist, pjevač i tekstopisac, osnivač i frontmen rock sastava Motörhead. Lemmyjeva glazba spada u temelje žanra heavy metala. Lemmy je svirao heavy metal, rock and roll, hard rock i speed metal. Prepoznatljive scenske pojave po zaliscima, madežima i proderana glasa. Uz glazbeničku karijeru, odigrao je nekoliko malih filmskih i televizijskih uloga.

## Videoigre
U "Motörheadu", 16-bitnoj videoigri za osobna računala Commodore Amiga i Atari ST iz 1992. godine, Lemmy je glavni lik.
U igri "Brütal Legend" iz 2009. godine, Lemmy se pojavljuje kao "Killmaster".

## Diskografija

### The Rockin' Vickers
- 1965. – "Zing! Went the Strings of My Heart" / "Stella" (7" singl)
- 1965. – "It's Alright" / "Stay By Me" (7" singl)
- 1966. – "Dandy" / "I Don't Need Your Kind" (7" singl)
- 2000. – The Complete: It's Alright (kompilacijski album)